# Reher (Aerzen)
Reher ist ein Ortsteil des Fleckens Aerzen im Landkreis Hameln-Pyrmont in Niedersachsen.

## Geographische Lage
Reher liegt im Südwesten des Landkreises Hameln-Pyrmont im Lipper Bergland. Im Süden des Naturparks Weserbergland Schaumburg-Hameln befindet es sich etwa 3 km südwestlich des Kernorts von Aerzen mit der jenseits davon in 12 km Entfernung gelegenen Kreisstadt Hameln, 2,5 km nordöstlich des Ortsteils Grießem und 5 km nördlich von Bad Pyrmont. Nördlich des Dorfs liegt die kahle Anhöhe Grehberg, etwas jenseits davon der Lüningsberg, südsüdöstlich der Pyrmonter Berg und westlich der Saalberg. Von Südwesten nach Nordosten durchfließt der Humme-Zufluss Grießebach das Dorf.

## Geschichte
Erstmals wird Reher zwischen 1237 und 1247 unter dem Namen Rethere und später als Redere erwähnt. Wahrscheinlich leitet sich der Name von Reth ab, das in den Niederungen des Grießebach gewachsen sein könnte. Zu Beginn des  20. Jahrhunderts zählte Reher 661 Einwohner und verfügte über eine Pulver- und eine Zementfabrik.
Am 1. Januar 1973 wurde Reher in den Flecken Aerzen eingegliedert.

### Ortswappen

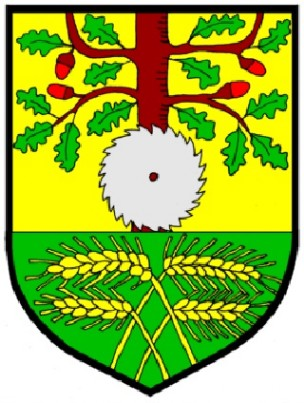
Das Ortswappen von Reher

Das Ortswappen ist waagerecht geteilt von Gold und Grün; oben auf goldenem Grund eine grüne Eiche, deren Stamm mit einer silbernen Kreissäge belegt ist; unten auf grünem Grund vier paarweise gekreuzte goldene Ähren.
Der Landgemeinde Reher wurde mit Erlass vom 6. Oktober 1933 die Genehmigung zur Führung des Wappens vom Preußischen Staatsministerium erteilt.

## Religion

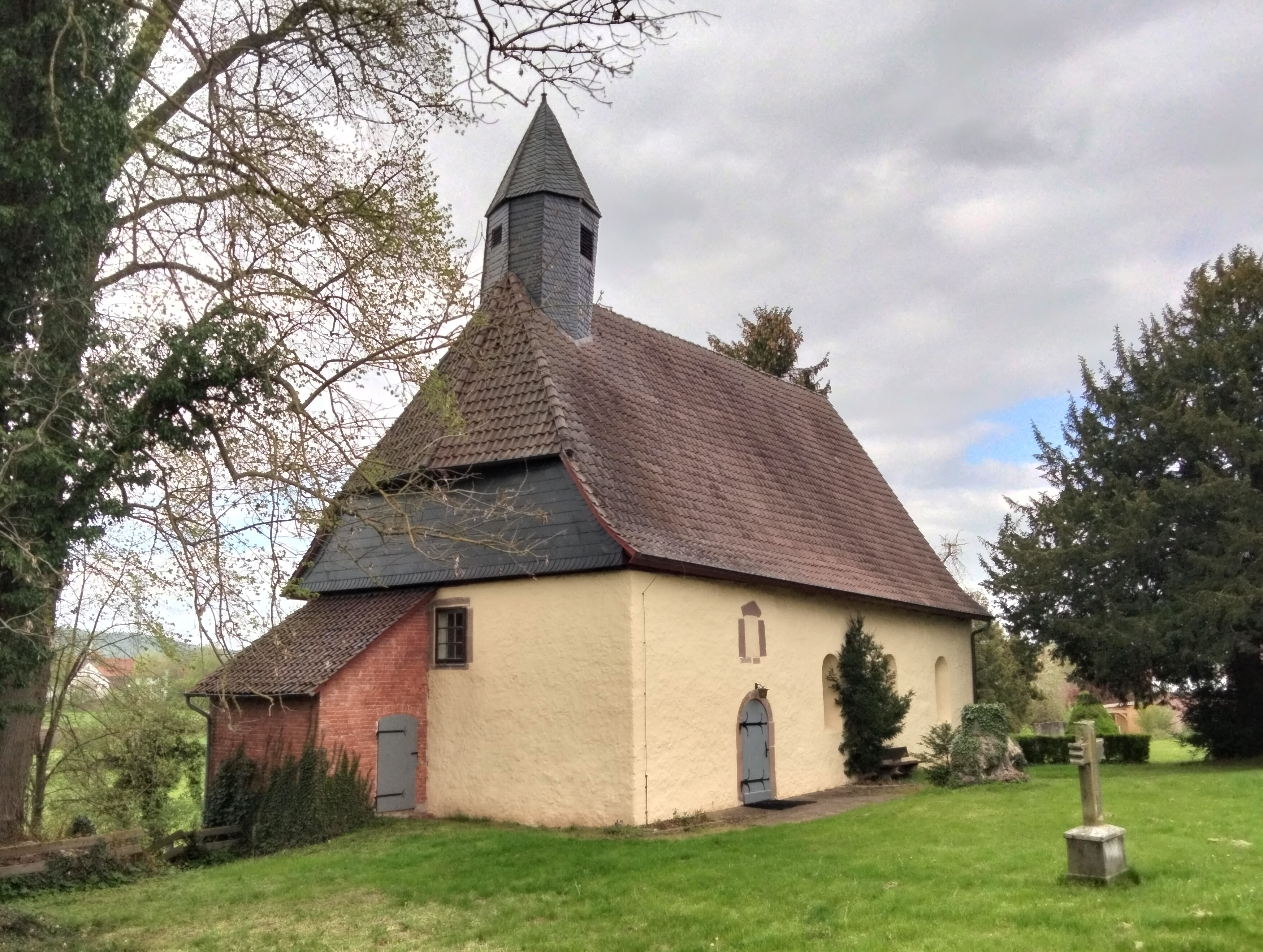
St. Johanneskapelle

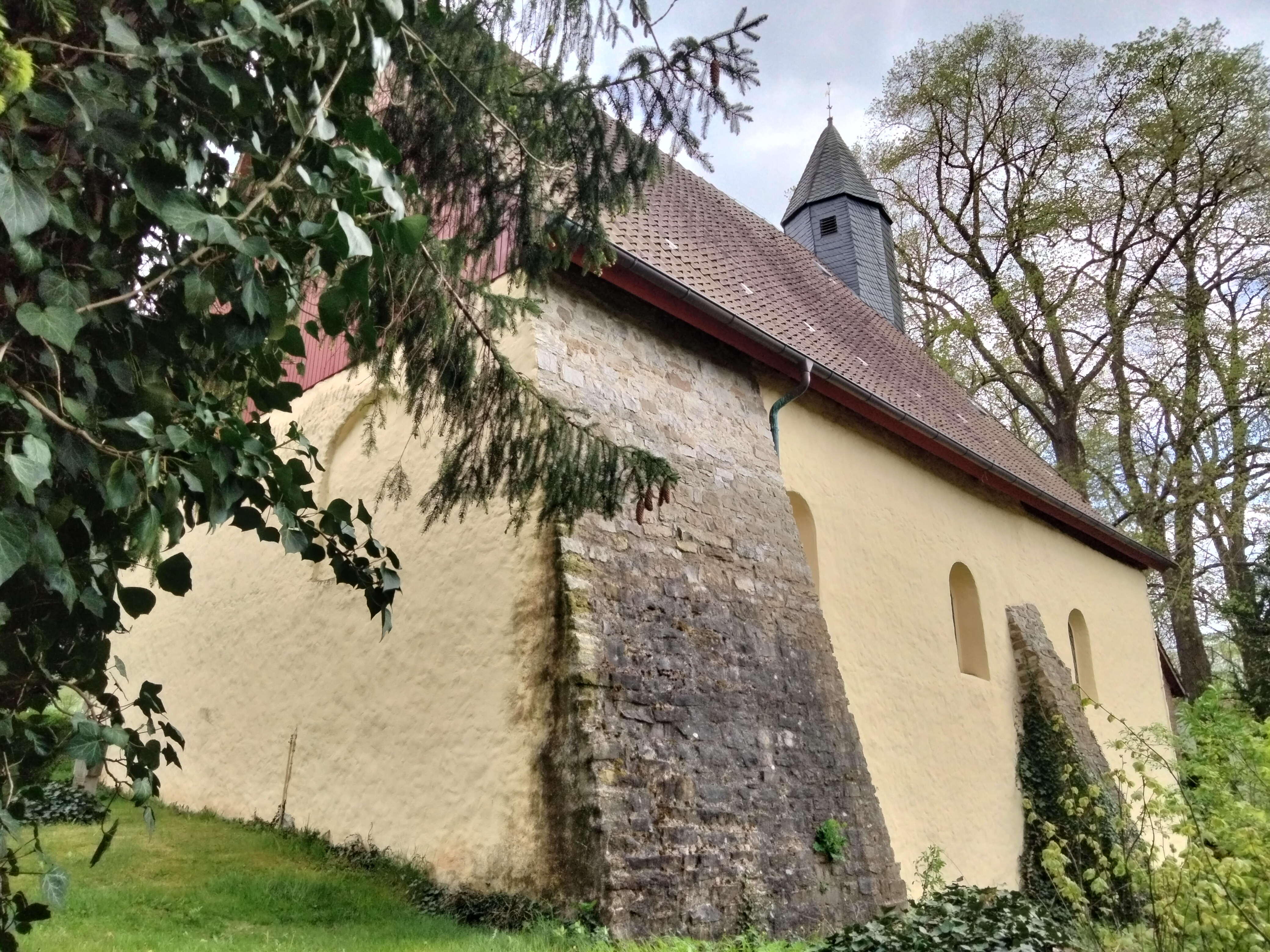
St. Johanneskapelle

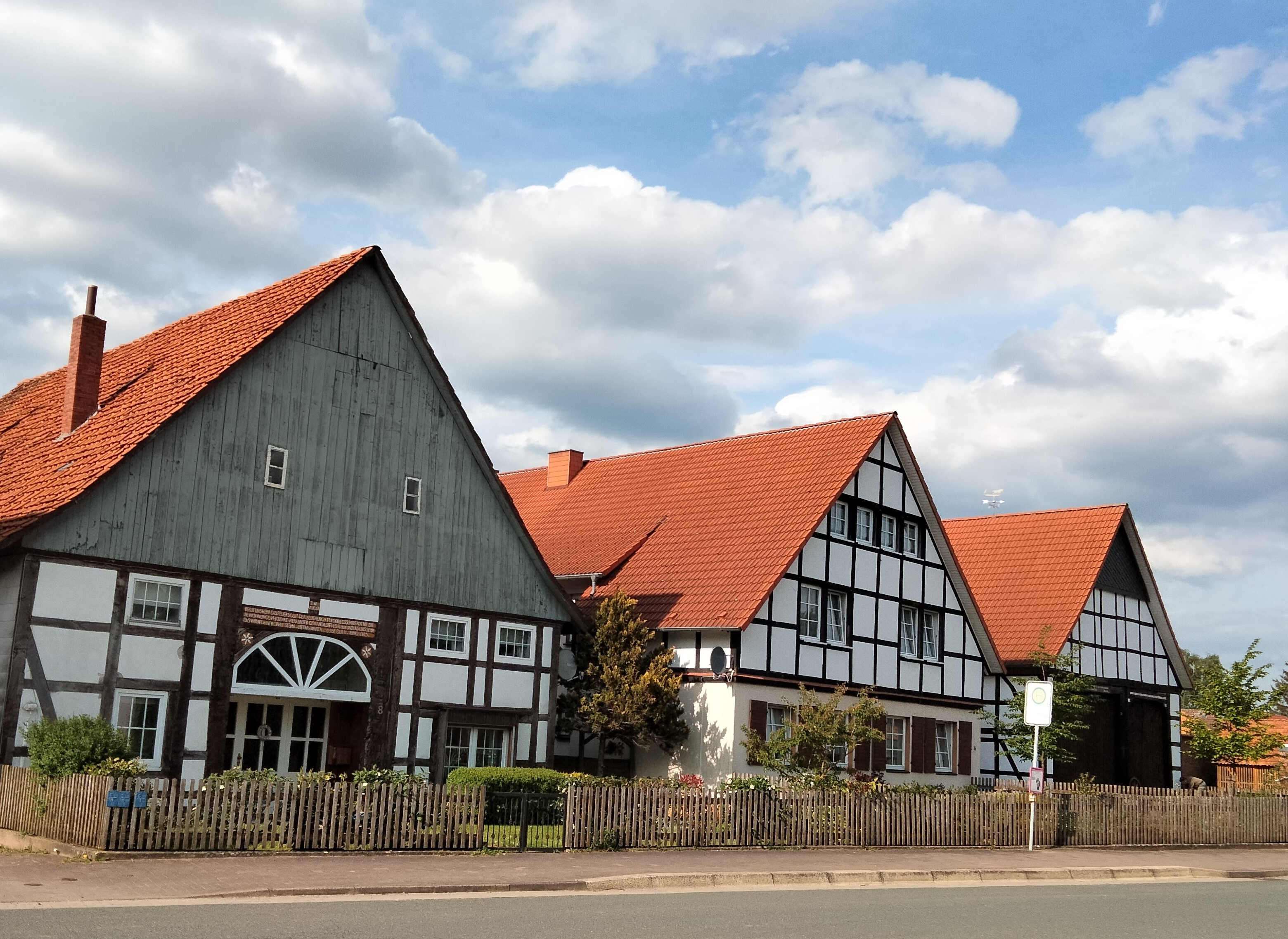
Fachwerkhäuser in der Förde

Die evangelisch-lutherischen Einwohner gehören zur Kirchengemeinde Aerzen. Bis zum 1. April 1954 bildete Reher mit den benachbarten Ortschaften Grießem und Reinerbeck eine eigene Kapellengemeinde.

## Bauwerke
Die um 1100 gegründete und 1580 nach Westen hin vergrößerte evangelische Johanneskapelle mit ihrem beschieferten Dachreiter ist eines der markantesten Bauwerke des Ortes. Sie wurde oberhalb des Grießebaches auf abschüssigem Gelände erbaut und wird an ihrer Nordseite von zwei Strebepfeilern aus Bruchsteinen gestützt. Die im Stil der Romanik erbaute Kapelle wurde 1880–1882 durch den hannoverschen Architekten Conrad Wilhelm Hase renoviert, eine weitere Renovierung erfolgte 1960–1961. In ihrem Innern ist ein gotischer Flügelaltar von 1465 zu sehen, der 1880 sowie 1967–1973 restauriert wurde.
In Reher sind noch einige gut erhaltene Fachwerkhäuser zu sehen, z. B. im Ortskern in der Straße „Förde“.

## Verkehr

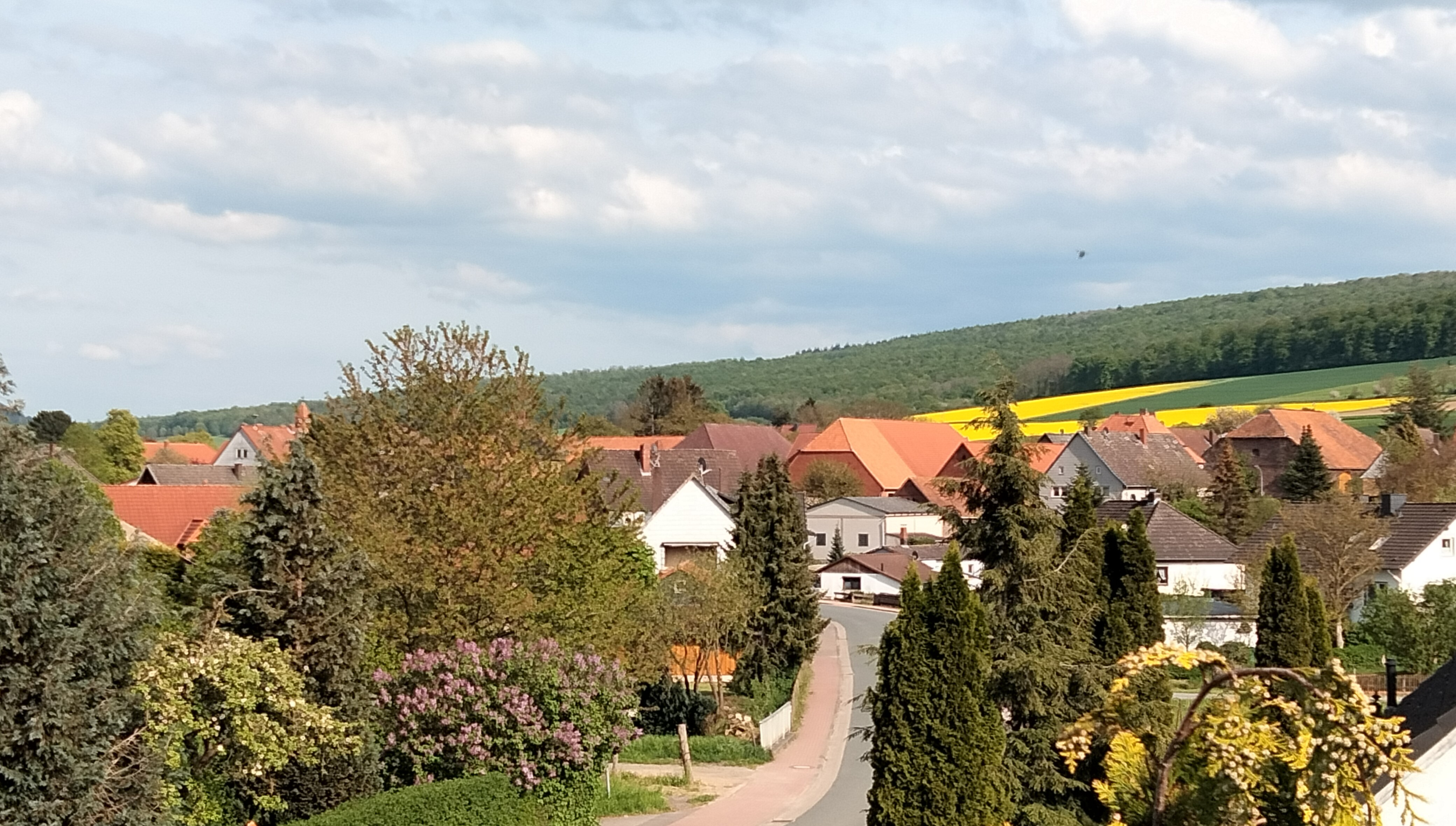
Blick von der ehem. Eisenbahnbrücke

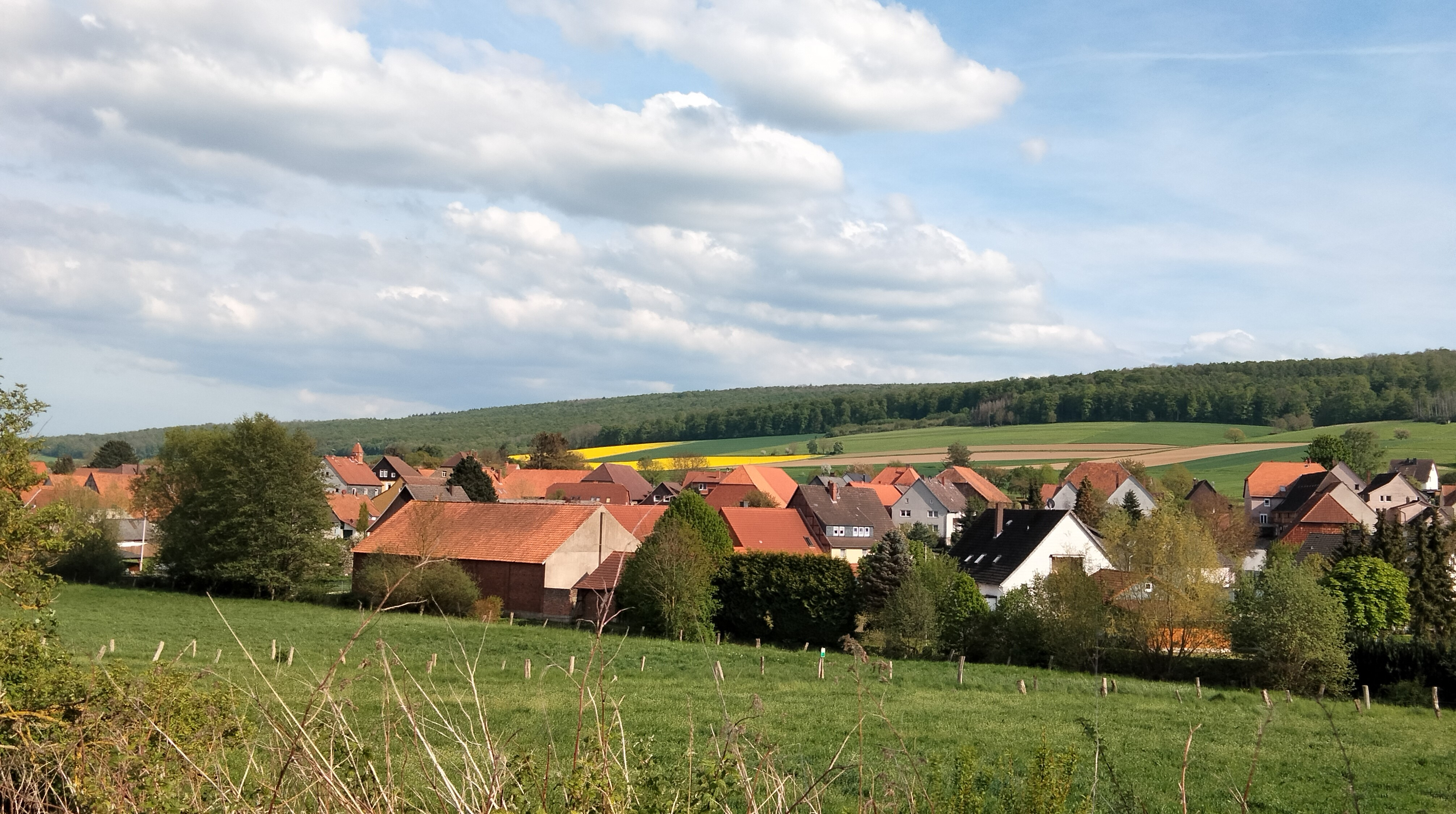
Blick vom früheren Haltepunkt zur Ortsmitte

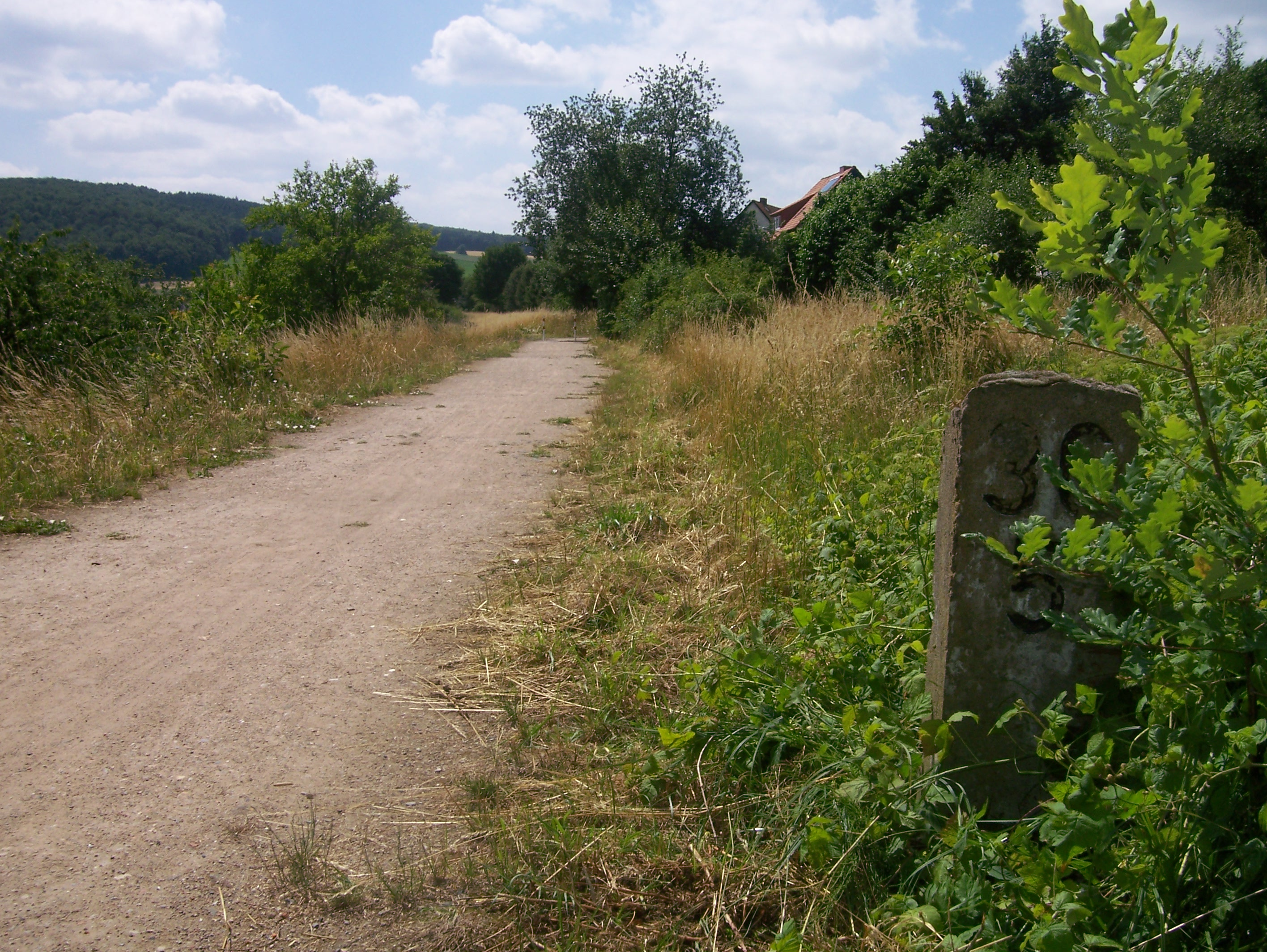
Radfahrweg Lager Bahnweg auf der Trasse der einstigen Lager Bahn – mit Kilometerstein am Wegrand (2008)

### Straßenverkehr
Durch Reher führt die Bundesstraße 1. Die nächste Autobahn ist die Bundesautobahn 2 mit Anschluss beim 22,5 km (Luftlinie) nördlich gelegenen Rehren.

### Schienenverkehr
Von 1897 bis 1980 war Reher über einen Haltepunkt der Lager Bahn, an den SPNV in Richtung Hameln und Bielefeld angebunden. Der Güterverkehr wurde 1994 aufgegeben und die Strecke abgebaut. Mittlerweile kann die Trasse als Radweg (Lager Bahnweg) benutzt werden. Die ehemalige Eisenbahnbrücke, die von der Straße "Förde" unterquert wird und einen Teil des Radweges bildet, ist im Norden von Reher erhalten und bietet eine Aussicht auf den Ortskern von Reher. Der frühere Haltepunkt Reher ist am Bahnweg östlich der Brücke gegenüber der Einmündung des Blumenweges unter dichtem Pflanzenbewuchs noch erkennbar.

### Flugverkehr
Die nächsten Flughäfen sind der Flughafen Hannover und Flughafen Paderborn/Lippstadt.